# Баррето, Серхио
Серхио Дамиан Баррето (исп. Sergio Damián Barreto; род. 20 апреля 1999, Клоринда, Формоса) — аргентинский футболист, защитник клуба «Пачука».

## Клубная карьера
Баррето — воспитанник клуба «Индепендьенте». 10 декабря 2017 года в матче против «Арсенала» из Саранди он дебютировал в аргентинской Примере. 18 апреля 2021 года в поединке против «Дефенса и Хустисия» Серхио забил свой первый гол за «Индепендьенте». Летом 2023 года Беррето перешёл в мексиканскую «Пачуку». Сумма трансфера составила два млн. евро. 1 июля в матче против «Масатлана» он дебютировал в мексиканкой Примере. 